# Покровська зрубна культура
Покровська зрубна культура — археологічна культура пізньої бронзової доби, частина зрубної культурно історичної спільноти. Була поширена у лісостепу й частково у степу від Сіверського Дінця до Волги. Окремі пам'ятки представлені на Уралі. Покровська зрубна культура датується XVIII—XV сторіччями до н. е..

## Дослідження
Епонімною пам'яткою є Покровський могильник у саратовському Поволжі, який був досліджений П. С. Риковим у 1920-х рр. у м. Покровськ (зараз м. Енгельс).
Виділена на початку 1990-х рр. М. М. Маловим та О. В. Кузьминою як покровська культура.
Пам'ятки представлені поселеннями, могильниками, скарбами, копальнями, майстернями та випадковими поодинокими знахідками.

## Походження
Сформувалася на базі доно-волзької абашевської культури при безпосередньому впливі синташтинської та пам'яток потапівського типу Середнього Поволжя.
Покровська культура передувала бережнівсько-маївської культури тієї ж зрубної КІС.

## Поселення
Поселення розташовувались в безпосередній близькості від річок та невеликих підвищень. Найдослідженіші поселення — Усове озеро, Ільїчівка, Янохине, Рубці та Проказине.

## Житла
Житла — наземні, землянки та напівземлянки каркасно-стовпової конструкції з двосхилим або шатровим дахом. Стіни складені з дерну, деревини, рідко — каміння. У великих будівлях житлова частина частіше за все відокремлена від підсобно-господарської. Усередині жител розташовувалося один чи декілька вогнищ, ями, інколи колодязь.

## Могили
Поховальні пам'ятки представлені курганними та ґрунтовими могильниками. Розміщуються здебільшого на терасах або підвищеннях по берегам річок, рідше — на вододілах.
Курганні могильники покровської культури включають невелику кількість насипів — від 2 до 15. Курганний насип зводився після здійснення останнього поховання. Кількість поховань у кургані варіює від 1 до 100. Поодинокі кургани та великі некрополі є рідкістю.
Найдослідженіші могильники — Покровський, Староябалаклинський, Новопавлівський.

## Поховання
Померлих хоронили в підпрямокутних ямах, інколи у зрубах в скорченому стані, на лівому боці, у позі адорації, головою на північ.
Як поховальний інвентар слугує посуд, рідше — зброя та прикраси.
В могилах також фіксуються кістки тварин — залишки м'ясної їжі.

## Вироби
Керамічний комплекс культури репрезентований здебільшого гострореберними горщиками з геометричним орнаментом.
Знаряддя праці та зброя з каміння представлена різноманітними сокирами та булавами, наконечниками стріл, скреблами, молотами, ножами, ковадлами, рудо тертками та абразивами.
Відомі і прикраси — фаянсові намистини, жолобчатими скроневими підвісками та браслетами.
Широко розповсюджені вироби з кістки: псалії, шильця, лощила, проколки, голки, спиці, наконечники стріл.
Знаряддя з металу представлені сокирами, серпами, теслами та долотами, проколками, колодковими ножами з широким ромбічним перехрестям та кинджалами з прилитим руків'ям.
Розповсюджені також і прикраси з бронзи, сурми, золота: каблучки, скроневі сережки, бляшки, браслети.

## Господарство
Основу господарства носіїв покровської культури становило стійлове та відгінне скотарство.

## Етнічна належність
Населення покровської зрубної культури в етнічному плані представляє індоіранську етнічну групу і мало певні ознаки індоарійського етносу на ранньому етапі її розвитку.